# Mowaia Bashir
Mowaia Bashir Koko (ur. 17 kwietnia 1986) – piłkarz sudański grający na pozycji obrońcy. Jest zawodnikiem klubu Al-Ittihad Wad Medani.

## Kariera klubowa
Mowaia jest zawodnikiem klubu Al-Ittihad Wad Medani.

## Kariera reprezentacyjna
W reprezentacji Sudanu Mowaia zadebiutował w 2011 roku. W 2012 roku został powołany do kadry na Puchar Narodów Afryki 2012.